# 第96回天皇杯全日本サッカー選手権大会
第96回天皇杯全日本サッカー選手権大会（だい96かい てんのうはいぜんにほんサッカーせんしゅけんたいかい）は、2016年（平成28年）8月27日から2017年（平成29年）1月1日まで開催された天皇杯全日本サッカー選手権大会。

## 概要
2016年6月27日に大会実施概要が公表された。微細な規程の変更はあるものの、昨年大きく変更されたレギュレーションをおおむね踏襲している。
- AFCチャンピオンズリーグ2016 (ACL) に出場する4チーム（=サンフレッチェ広島・ガンバ大阪・浦和レッズ・FC東京）は4回戦シードとする。前回大会設けられた「当該チームがACLの準々決勝に進出出来なかった場合は当該シード権を喪失する」レギュレーションは採用されなかった。
- J1・J2勢及び都道府県代表以外の1回戦シードチームは、第64回全日本大学サッカー選手権大会の優勝チーム（=関西学院大学）とする（前年はJFLのファーストステージ優勝チームがシード）[3]。大学勢のシードは第91回大会以来5大会ぶり[注 2]。

2016年7月14日に行われたJFA理事会で、決勝戦を市立吹田サッカースタジアム（大阪府吹田市）で行うことが承認された。関西圏での決勝は王子運動場（神戸市）で行われた第44回大会（1964年）以来52大会ぶり、大阪府下での開催に限定すれば靱蹴球場（大阪市）で開催された第40回大会（1960年）以来56大会ぶりとなる。本大会の決勝会場には大阪府サッカー協会（市立吹田サッカースタジアム）と神奈川県サッカー協会（日産スタジアム）が立候補していたが、一度関東圏から離れる、サッカー専用スタジアムで行うことによる天皇杯のプロモーションを図ることを考慮して選考された。
本大会でのポスター・チラシ等に用いるメインビジュアルには、前回大会に引き続きサッカー漫画「GIANT KILLING」（ツジトモ）が採用され、今回は選手の一人である椿大介を起用している。

## 日程
| 試合     | 開催日        | 参加チーム数変動   | 備考                                                          |
| -------- | ------------- | ------------------ | ------------------------------------------------------------- |
| 1回戦    | 8月27日、28日 | 72(2+22+1+47) → 36 | 2015年のJ2リーグ2位以下、アマチュアシード、都道府県代表の参加 |
| 2回戦    | 9月3日、7日   | 48(36+12) → 24     | 2015年のJ2リーグ1位以上（シードチーム除く）の参加             |
| 3回戦    | 9月22日       | 24 → 12            |                                                               |
| 4回戦    | 11月9日、12日 | 16(12+4) → 8       | J1シードチームの参加                                          |
| 準々決勝 | 12月24日      | 8 → 4              |                                                               |
| 準決勝   | 12月29日      | 4 → 2              |                                                               |
| 決勝     | 1月1日        | 2 → 1              |                                                               |

1. ↑  2015年のJ2リーグ2位（ジュビロ磐田）、J1昇格プレーオフ勝者（アビスパ福岡）、および2016年のJ2リーグチーム。
2. ↑  JリーグYBCルヴァンカップ2016準々決勝に進出し、シードとなっていないJ1チーム（ヴィッセル神戸・大宮アルディージャ・横浜F・マリノス・アビスパ福岡の4チーム）の試合が対象。
3. ↑  2015年のJ1リーグ残留チーム（15位以上）および2015年のJ2リーグ1位チーム（大宮アルディージャ）。
4. 1 2  AFCチャンピオンズリーグ2016に出場したサンフレッチェ広島・ガンバ大阪・浦和レッズ・FC東京の4チーム[1]。
5. ↑  4回戦に進出したJ2およびJ3チームの試合が対象。

## 出場チーム
以下の「出場回数」についてはJFAの公式記録に基づくが、基本的には「前身となるチーム（クラブ化前の実業団チーム、など）からの通算回数」としている。ただし、一部に例外もある。

### J1リーグ
2016年のJ1リーグ所属の全18チーム。
| チーム             | 出場回数       |
| ------------------ | -------------- |
| ベガルタ仙台       | 22年連続23回目 |
| 鹿島アントラーズ   | 25年連続33回目 |
| 浦和レッズ         | 51年連続52回目 |
| 大宮アルディージャ | 21年連続22回目 |
| 柏レイソル         | 22年連続49回目 |
| FC東京             | 23年連続23回目 |
| 川崎フロンターレ   | 22年連続33回目 |
| 横浜F・マリノス    | 38年連続39回目 |
| 湘南ベルマーレ     | 45年連続45回目 |

| チーム             | 出場回数       |
| ------------------ | -------------- |
| ヴァンフォーレ甲府 | 21年連続25回目 |
| アルビレックス新潟 | 21年連続25回目 |
| ジュビロ磐田       | 37年連続40回目 |
| 名古屋グランパス   | 26年連続40回目 |
| ガンバ大阪         | 36年連続36回目 |
| ヴィッセル神戸     | 26年連続30回目 |
| サンフレッチェ広島 | 45年連続65回目 |
| アビスパ福岡       | 23年連続25回目 |
| サガン鳥栖         | 23年連続25回目 |

### J2リーグ
2016年のJ2リーグ所属の全22チーム。
| チーム                 | 出場回数       |
| ---------------------- | -------------- |
| 北海道コンサドーレ札幌 | 35年連続36回目 |
| モンテディオ山形       | 21年連続25回目 |
| 水戸ホーリーホック     | 21年連続21回目 |
| ザスパクサツ群馬       | 14年連続14回目 |
| ジェフユナイテッド千葉 | 30年連続52回目 |
| 東京ヴェルディ         | 41年連続42回目 |
| FC町田ゼルビア         | 2年連続5回目   |
| 横浜FC                 | 18年連続18回目 |
| 松本山雅FC             | 9年連続11回目  |
| ツエーゲン金沢         | 10年連続13回目 |
| 清水エスパルス         | 25年連続25回目 |

| チーム             | 出場回数       |
| ------------------ | -------------- |
| FC岐阜             | 11年連続11回目 |
| 京都サンガF.C.     | 23年連続34回目 |
| セレッソ大阪       | 23年連続48回目 |
| ファジアーノ岡山   | 9年連続9回目   |
| レノファ山口FC     | 2年連続13回目  |
| カマタマーレ讃岐   | 12年連続18回目 |
| 徳島ヴォルティス   | 26年連続28回目 |
| 愛媛FC             | 18年連続18回目 |
| ギラヴァンツ北九州 | 9年連続9回目   |
| V・ファーレン長崎  | 8年連続10回目  |
| ロアッソ熊本       | 17年連続17回目 |

### アマチュアシードチーム
第64回全日本大学サッカー選手権大会の優勝チーム。
| チーム       | 所属リーグ  | 出場回数      |
| ------------ | ----------- | ------------- |
| 関西学院大学 | 関西学生1部 | 5年連続25回目 |

### 都道府県代表
埼玉県代表は3月20日 に、徳島県代表は5月22日 に、福岡・長崎・熊本の3県代表は6月26日 に、島根県代表は7月3日 に、広島県代表は7月10日 に、香川県代表は7月30日 に、山梨・高知の2県代表は7月31日 に、愛媛県代表は8月7日 に、佐賀・宮崎・沖縄の3県代表は8月14日、千葉・神奈川・愛知・三重・京都・山口の6府県代表は8月20日、それ以外の27都道府県代表は8月21日に それぞれ決定した。
| 都道府県 | チーム                     | 所属リーグ    | 出場回数       |
| -------- | -------------------------- | ------------- | -------------- |
| 北海道   | 北海道教育大学岩見沢校     | 北海道学生1部 | 03年ぶり03回目 |
| 青森県   | ヴァンラーレ八戸           | JFL           | 05年連続06回目 |
| 岩手県   | グルージャ盛岡             | J3            | 09年連続10回目 |
| 宮城県   | ソニー仙台FC               | JFL           | 02年ぶり18回目 |
| 秋田県   | ブラウブリッツ秋田         | J3            | 15年連続23回目 |
| 山形県   | 山形大学                   | 東北大学2部B  | 06年ぶり05回目 |
| 福島県   | 福島ユナイテッドFC         | J3            | 09年連続09回目 |
| 茨城県   | 筑波大学                   | 関東大学1部   | 02年ぶり29回目 |
| 栃木県   | 栃木ウーヴァFC             | JFL           | 04年連続08回目 |
| 群馬県   | ザスパ草津チャレンジャーズ | 群馬県1部     | 03年ぶり02回目 |
| 埼玉県   | 東京国際大学               | 関東大学2部   | 02年連続04回目 |
| 千葉県   | VONDS市原FC                | 関東1部       | 初出場         |
| 東京都   | 早稲田大学                 | 関東大学1部   | 19年ぶり28回目 |
| 神奈川県 | 神奈川大学                 | 関東大学2部   | 10年ぶり03回目 |
| 山梨県   | 山梨学院大学オリオンズ     | 山梨県SPL     | 04年ぶり02回目 |
| 長野県   | AC長野パルセイロ           | J3            | 05年連続06回目 |
| 新潟県   | 新潟医療福祉大学           | 北信越大学1部 | 初出場         |
| 富山県   | カターレ富山               | J3            | 02年ぶり08回目 |
| 石川県   | 北陸大学                   | 北信越大学1部 | 02年連続02回目 |
| 福井県   | サウルコス福井             | 北信越1部     | 05年連続08回目 |
| 静岡県   | Honda FC                   | JFL           | 06年ぶり36回目 |
| 愛知県   | 東海学園大学               | 東海学生1部   | 初出場         |
| 三重県   | 鈴鹿アンリミテッドFC       | 東海1部       | 04年ぶり03回目 |
| 岐阜県   | FC岐阜SECOND               | 東海1部       | 02年連続08回目 |
| 滋賀県   | MIOびわこ滋賀              | JFL           | 02年連続05回目 |
| 京都府   | 京都産業大学               | 関西学生1部   | 02年ぶり05回目 |
| 大阪府   | 関西大学                   | 関西学生1部   | 03年ぶり16回目 |
| 兵庫県   | バンディオンセ加古川       | 関西1部       | 08年ぶり07回目 |
| 奈良県   | 奈良クラブ                 | JFL           | 08年連続08回目 |
| 和歌山県 | アルテリーヴォ和歌山       | 関西1部       | 08年連続08回目 |
| 鳥取県   | ガイナーレ鳥取             | J3            | 17年連続19回目 |
| 島根県   | 松江シティFC               | 中国          | 02年連続03回目 |
| 岡山県   | ファジアーノ岡山ネクスト   | JFL           | 06年連続06回目 |
| 広島県   | SRC広島                    | 中国          | 02年ぶり03回目 |
| 山口県   | 徳山大学                   | 中国大学      | 02年ぶり08回目 |
| 香川県   | アルヴェリオ高松           | 四国          | 初出場         |
| 徳島県   | FC徳島セレステ             | 四国          | 初出場         |
| 愛媛県   | FC今治                     | 四国          | 08年連続08回目 |
| 高知県   | 高知ユナイテッドSC         | 四国          | 初出場         |
| 福岡県   | 福岡大学                   | 九州大学1部   | 06年連続31回目 |
| 佐賀県   | FC.TOSU                    | 佐賀県1部     | 初出場         |
| 長崎県   | MD長崎                     | 長崎県1部     | 初出場         |
| 熊本県   | 東海大学熊本               | 九州大学1部   | 02年連続02回目 |
| 大分県   | 大分トリニータ             | J3            | 21年連続21回目 |
| 宮崎県   | ホンダロックSC             | JFL           | 02年ぶり12回目 |
| 鹿児島県 | 鹿児島ユナイテッドFC       | J3            | 03年連続03回目 |
| 沖縄県   | FC琉球                     | J3            | 07年連続10回目 |

- 出場回数に関する備考

1. ↑  日産自動車サッカー部→横浜マリノスからの出場回数を含む。なお、横浜フリューゲルス（1999年に統合）の出場回数（13回）は含まない。
2. ↑  鳥栖フューチャーズの出場回数（5回）を含む（なお、鳥栖と鳥栖Fには組織としての連続性はない。当該項参照）。
3. ↑  前身の三菱化成黒崎サッカー部の出場回数（4回）を含まない。
4. ↑  関学クラブ（10回出場）および全関学（4回出場）の出場回数は含まない。
5. ↑  茗友クラブ（3回出場）の出場回数は含まない。
6. ↑  前身の古河電気工業千葉事業所サッカー部の出場回数（1回出場）は含まない。
7. ↑  早稲田WMW（5回出場）の出場回数は含まない。
8. ↑  関大クラブ（7回出場）、全関大（4回出場）の出場回数は含まない。
9. ↑  前身の兵庫教員蹴球団の出場回数（2回）は含まない。
10. ↑  前身のアイゴッソ高知（「南国高知FC」として3回出場）の出場回数は含まない。
11. ↑  前身のヴォルカ鹿児島（6回出場）およびFC KAGOSHIMA（1回出場、別に前身の鹿屋体育大学クラブで1回出場）の出場回数は含まない。

## 試合結果
1回戦から3回戦の組み合わせは、2016年6月27日に発表された。また、マッチスケジュールは2016年7月7日に発表された。

### 1回戦
| 2016年8月27日 No.1 | ガイナーレ鳥取                                                             | 5 - 0    | ファジアーノ岡山ネクスト | 鳥取市                                                        |
| 18:00              | - 宮市剛 5分, 24分 - フェルナンジーニョ 52分 - 林誠道 85分 - 前田俊介 89分 | 公式記録 |                          | 競技場: とりぎんバードスタジアム 観客数: 1,103人 主審: 赤阪修 |

| 2016年8月28日 No.2 | ジュビロ磐田                                                            | 7 - 0    | FC岐阜SECOND | 磐田市                                                          |
| 18:04              | - 高木和道 26分 - 中村祐輝 32分, 34分, 84分 - 齊藤和樹 36分, 37分, 63分 | 公式記録 |              | 競技場: ヤマハスタジアム（磐田） 観客数: 2,650人 主審: 井上知大 |

| 2016年8月27日 No.3 | FC町田ゼルビア | 0 - 1    | 神奈川大学    | 町田市                                                    |
| 18:00              |                | 公式記録 | - 南祥巧 61分 | 競技場: 町田市立陸上競技場 観客数: 1,182人 主審: 清水勇人 |

| 2016年8月27日 No.4                                       | 栃木ウーヴァFC    | 1 - 1 (延長) (3 - 4 PK戦)                                | 山梨学院大学オリオンズ | 宇都宮市                                                      |
| 17:00                                                    | - 阿部琢久哉 92分 | 公式記録                                                 | - 永野博之 105+2分     | 競技場: 栃木県グリーンスタジアム 観客数: 161人 主審: 田中玲匡 |
|                                                          | PK戦              |                                                          |                        |                                                               |
| - 内山俊彦 - 畦地健太 - 小山大貴 - 阿部琢久哉 - 松田悠佑 |                   | - 山主康介 - 佐々木勝也 - 山下侑沙貴 - 逢坂翔平 - 一瀬幹 |                        |                                                               |

| 2016年8月27日 No.5 | 徳島ヴォルティス                                                      | 6 - 0    | FC徳島セレステ | 鳴門市                                                                                  |
| 18:00              | - 佐々木一輝 16分 - 広瀬陸斗 43分 - 佐々木陽次 66分, 73分, 74分, 80分 | 公式記録 |                | 競技場: 鳴門・大塚スポーツパークポカリスエットスタジアム 観客数: 1,420人 主審: 河合英治 |

| 2016年8月27日 No.6 | ギラヴァンツ北九州 | 1 - 0    | 福岡大学 | 北九州市                                                      |
| 17:00              | - 井上翔太 27分    | 公式記録 |          | 競技場: 北九州市立本城陸上競技場 観客数: 1,225人 主審: 篠藤巧 |

| 2016年8月27日 No.7 | AC長野パルセイロ                                                      | 5 - 0    | 北陸大学 | 長野市                                                        |
| 17:00              | - 勝又慶典 25分, 53分 - コンハード 46分 - 塩沢勝吾 65分 - 西口諒 68分 | 公式記録 |          | 競技場: 南長野運動公園総合球技場 観客数: 1,853人 主審: 堀格郎 |

| 2016年8月27日 No.8 | V・ファーレン長崎   | 2 - 1    | 高知ユナイテッドSC     | 諫早市                                                                                                  |
| 18:30              | - 木村裕 30分, 56分 | 公式記録 | - 菅原康太 23分 (pen.) | 競技場: トランスコスモススタジアム長崎（長崎県立総合運動公園陸上競技場） 観客数: 1,396人 主審: 吉田哲朗 |

| 2016年8月28日 No.9 | 横浜FC                                                                            | 5 - 0    | 山形大学 | 横浜市                                                    |
| 18:00              | - 大﨑玲央 16分 - 35分 (o.g.) - 松下年宏 88分 - ナ・ソンス 90分 - 楠元秀真 90+2分 | 公式記録 |          | 競技場: ニッパツ三ツ沢球技場 観客数: 815人 主審: 塚田健太 |

| 2016年8月27日 No.10 | 大分トリニータ                            | 3 - 0    | MD長崎 | 大分市                                                |
| 18:00               | - 吉平翼 62分, 85分 - キム・ドンウク 89分 | 公式記録 |        | 競技場: 大分銀行ドーム 観客数: 2,848人 主審: 先立圭吾 |

| 2016年8月27日 No.11 | 清水エスパルス                  | 2 - 1    | 関西大学        | 静岡市                                                       |
| 19:00               | - 金子翔太 27分 - 長谷川悠 79分 | 公式記録 | - 竹下玲王 56分 | 競技場: IAIスタジアム日本平 観客数: 3,569人 主審: 三上正一郎 |

| 2016年8月27日 No.12 | 水戸ホーリーホック | 1 - 0    | 東京国際大学 | 水戸市                                                            |
| 18:00               | - 山村佑樹 86分    | 公式記録 |              | 競技場: ケーズデンキスタジアム水戸 観客数: 1,859人 主審: 宇田賢史 |

| 2016年8月27日 No.13 | カターレ富山  | 1 - 0    | 新潟医療福祉大学 | 富山市                                                              |
| 17:00               | - 衛藤裕 50分 | 公式記録 |                  | 競技場: 富山県総合運動公園陸上競技場 観客数: 1,038人 主審: 鶴岡泰樹 |

| 2016年8月27日 No.14 | 北海道コンサドーレ札幌                          | 3 - 0    | 筑波大学 | 札幌市                                                  |
| 13:03               | - 神田夢実 37分 - 上原慎也 56分 - 中原彰吾 77分 | 公式記録 |          | 競技場: 札幌厚別公園競技場 観客数: 2,436人 主審: 岡宏道 |

| 2016年8月27日 No.15 | 松江シティFC    | 1 - 4    | ファジアーノ岡山                                      | 松江市                                                    |
| 15:00               | - 安片政人 35分 | 公式記録 | - 秋吉泰佑 32分, 40分 - 藤本佳希 75分 - 豊川雄太 80分 | 競技場: 松江市営陸上競技場 観客数: 1,925人 主審: 前田拓哉 |

| 2016年8月27日 No.16 | 東海学園大学   | 1 - 2 (延長) | 鈴鹿アンリミテッドFC          | 名古屋市                                                  |
| 16:00               | - 武田拓真 7分 | 公式記録     | - 北野純也 70分 - 95分 (o.g.) | 競技場: 名古屋市港サッカー場 観客数: 379人 主審: 竹長泰彦 |

| 2016年8月27日 No.17 | モンテディオ山形               | 2 - 1 (延長) | アルテリーヴォ和歌山 | 天童市                                                        |
| 18:00               | - ディエゴ 22分 - 林陵平 118分 | 公式記録     | - 白方淳也 55分      | 競技場: NDソフトスタジアム山形 観客数: 2,095人 主審: 山岡良介 |

| 2016年8月27日 No.18 | ザスパクサツ群馬  | 1 - 0    | ソニー仙台FC | 前橋市                                                                    |
| 15:00               | - 小牟田洋佑 64分 | 公式記録 |              | 競技場: 群馬県立敷島公園サッカー・ラグビー場 観客数: 880人 主審: 淺田武士 |

| 2016年8月27日 No.19 | MIOびわこ滋賀   | 1 - 3    | 関西学院大学                          | 東近江市                                                                                      |
| 13:00               | - 大杉誠人 61分 | 公式記録 | - 青木健登 31分, 58分 - 魚里直哉 62分 | 競技場: 東近江市布引運動公園陸上競技場（布引グリーンスタジアム） 観客数: 336人 主審: 内田康博 |

| 2016年8月28日 No.20 | アビスパ福岡                                                                                                | 7 - 2    | 鹿児島ユナイテッドFC   | 福岡市                                                          |
| 16:00               | - 中原秀人 12分 - 田村友 28分 - 60分 (o.g.) - 邦本宜裕 75分 - 金森健志 80分 - 三島勇太 87分 - 末吉隼也 90分 | 公式記録 | - 藤本憲明 9分, 45+1分 | 競技場: レベルファイブスタジアム 観客数: 1,731人 主審: 今村義朗 |

| 2016年8月27日 No.21 | レノファ山口FC                                                   | 4 - 0    | 東海大学熊本 | 山口市                                                            |
| 18:00               | - 三幸秀稔 8分 - 幸野志有人 29分 - 安藤由翔 84分 - 鳥養祐矢 84分 | 公式記録 |              | 競技場: 維新百年記念公園陸上競技場 観客数: 2,704人 主審: 窪田陽輔 |

| 2016年8月27日 No.22 | 福島ユナイテッドFC                                              | 4 - 1    | ザスパ草津チャレンジャーズ | 福島市                                                                                    |
| 15:00               | - 岡田亮太 39分 - 鴨志田誉 48分 - 樋口寛規 75分 - 前田尚輝 90分 | 公式記録 | - 操将真 5分               | 競技場: とうほう・みんなのスタジアム（県営あづま陸上競技場） 観客数: 480人 主審: 野堀桂佑 |

| 2016年8月28日 No.23 | ロアッソ熊本                          | 2 - 1    | FC.TOSU         | 熊本市                                                                                            |
| 19:00               | - 平繁龍一 45分 - キム・テヨン 90+1分 | 公式記録 | - 丸山大介 52分 | 競技場: うまかな・よかなスタジアム（熊本県民総合運動公園陸上競技場） 観客数: 1,835人 主審: 川俣秀 |

| 2016年8月27日 No.24 | 東京ヴェルディ                               | 2 - 1    | VONDS市原FC   | 東京都北区                                                  |
| 18:00               | - ドウグラス･ヴィエイラ 26分 - 高木善朗 53分 | 公式記録 | - 二瓶翼 57分 | 競技場: 味の素フィールド西が丘 観客数: 1,132人 主審: 長谷拓 |

| 2016年8月27日 No.25 | 奈良クラブ                  | 2 - 0    | 京都産業大学 | 奈良市                                                      |
| 13:00               | - 佐藤和馬 28分 - 茂平 30分 | 公式記録 |              | 競技場: 奈良市立鴻ノ池陸上競技場 観客数: 538人 主審: 鈴木渓 |

| 2016年8月28日 No.26 | カマタマーレ讃岐 | 1 - 0    | FC今治 | 丸亀市                                                  |
| 16:04               | - 渡邉大剛 65分  | 公式記録 |        | 競技場: Pikaraスタジアム 観客数: 1,572人 主審: 佐藤誠和 |

| 2016年8月27日 No.27 | SRC広島 | 0 - 4    | 愛媛FC                                        | 広島市                                                    |
| 16:00               |         | 公式記録 | - 鈴木隆雅 34分, 65分, 90+2分 - 阪野豊史 36分 | 競技場: 広島広域公園第一球技場 観客数: 509人 主審: 柿沼亨 |

| 2016年8月28日 No.28 | グルージャ盛岡                                       | 4 - 0    | 早稲田大学 | 盛岡市                                                          |
| 13:00               | - 牛之濵拓 7分 - 安楽健太 29分, 56分 - 谷口堅三 64分 | 公式記録 |            | 競技場: 岩手県営運動公園陸上競技場 観客数: 604人 主審: 松澤慶和 |

| 2016年8月28日 No.29 | 松本山雅FC                                                                                 | 6 - 0    | 徳山大学 | 松本市                                                                    |
| 18:03               | - 三島康平 7分, 28分 - 前田大然 29分 - ウィリアンス 42分 - 石原崇兆 87分 - 山本大貴 90+1分 | 公式記録 |          | 競技場: 松本平広域公園総合球技場アルウィン 観客数: 4,561人 主審: 藤田和也 |

| 2016年8月27日 No.30 | FC岐阜          | 1 - 2 (延長) | Honda FC                           | 岐阜市                                                                        |
| 13:00               | - 風間宏矢 16分 | 公式記録     | - 大町将梧 12分 - 宮内啓汰 120+1分 | 競技場: 岐阜メモリアルセンター長良川球技メドウ 観客数: 1,059人 主審: 清水修平 |

| 2016年8月27日 No.31 | ブラウブリッツ秋田            | 2 - 0    | ヴァンラーレ八戸 | 秋田市                                                                              |
| 13:00               | - 浦島貴大 12分 - 呉大陸 59分 | 公式記録 |                  | 競技場: あきぎんスタジアム（秋田市八橋運動公園球技場） 観客数: 603人 主審: 辛島宗烈 |

| 2016年8月27日 No.32 | ジェフユナイテッド千葉                            | 5 - 0    | 北海道教育大学岩見沢校 | 千葉市                                                    |
| 18:00               | - エウトン 25分, 55分, 63分, 76分 - 丹羽竜平 60分 | 公式記録 |                        | 競技場: フクダ電子アリーナ 観客数: 2,475人 主審: 大坪博和 |

| 2016年8月28日 No.33 | ツエーゲン金沢                                                  | 4 - 1    | サウルコス福井 | 金沢市                                                              |
| 16:03               | - 熊谷アンドリュー 11分, 74分 - 富田康仁 45+2分 - 金子昌広 49分 | 公式記録 | - 松尾篤 53分  | 競技場: 石川県西部緑地公園陸上競技場 観客数: 1,248人 主審: 西山貴生 |

| 2016年8月27日 No.34 | FC琉球          | 1 - 0    | ホンダロックSC | 沖縄市                                                            |
| 19:35               | - 田中恵太 90分 | 公式記録 |                | 競技場: 沖縄県総合運動公園陸上競技場 観客数: 617人 主審: 大原謙哉 |

| 2016年8月28日 No.35 | セレッソ大阪 | 10 - 0   | アルヴェリオ高松 | 大阪市                                                        |
| 19:04               | - 酒本憲幸 17分 - 澤上竜二 39分 - 杉本健勇 45分, 51分, 64分, 74分, 76分 - 丸橋祐介 57分 - ソウザ 68分 - 玉田圭司 90+2分 | 公式記録 |                  | 競技場: キンチョウスタジアム 観客数: 3,037人 主審: 福島孝一郎 |

| 2016年8月28日 No.36 | 京都サンガF.C.                                                          | 4 - 0    | バンディオンセ加古川 | 京都市                                                                            |
| 18:00               | - エスクデロ競飛王 24分 - 國領一平 31分 - 有田光希 53分 - 矢島卓郎 67分 | 公式記録 |                      | 競技場: 京都市西京極総合運動公園陸上競技場兼球技場 観客数: 1,488人 主審: 吉田寿光 |

### 2回戦
| 2016年9月7日 No.37 | 大宮アルディージャ        | 1 - 0    | ガイナーレ鳥取 | さいたま市                                                 |
| 19:00              | - ネイツ・ペチュニク 51分 | 公式記録 |                | 競技場: NACK5スタジアム大宮 観客数: 2,456人 主審: 榎本一慶 |

| 2016年9月3日 No.38 | ジュビロ磐田                      | 2 - 0    | 神奈川大学 | 磐田市                                                            |
| 18:00              | - 森島康仁 40分 - 中村祐輝 90+3分 | 公式記録 |            | 競技場: ヤマハスタジアム（磐田） 観客数: 3,467人 主審: 三上正一郎 |

| 2016年9月3日 No.39 | 湘南ベルマーレ                                                  | 6 - 0    | 山梨学院大学オリオンズ | 平塚市                                                          |
| 19:00              | - 下田北斗 1分, 8分, 72分 - ジネイ 12分 - ウェズレー 82分, 86分 | 公式記録 |                        | 競技場: Shonan BMWスタジアム平塚 観客数: 1,395人 主審: 野田祐樹 |

| 2016年9月3日 No.40 | 徳島ヴォルティス                          | 2 - 0    | ギラヴァンツ北九州 | 鳴門市                                                                                  |
| 18:00              | - 大﨑淳矢 76分 - キム・キョンジュン 87分 | 公式記録 |                    | 競技場: 鳴門・大塚スポーツパークポカリスエットスタジアム 観客数: 1,282人 主審: 前田拓哉 |

| 2016年9月3日 No.41 | 名古屋グランパス | 0 - 1    | AC長野パルセイロ  | 名古屋市                                                      |
| 18:00              |                  | 公式記録 | - 夛田凌輔 90+4分 | 競技場: 名古屋市港サッカー場 観客数: 3,785人 主審: 福島孝一郎 |

| 2016年9月3日 No.42 | V・ファーレン長崎    | 1 - 2 (延長) | 横浜FC                              | 諫早市                                                                                                  |
| 18:30              | - 木村裕 89分 (pen.) | 公式記録     | - イバ 15分 (pen.) - 野村直輝 112分 | 競技場: トランスコスモススタジアム長崎（長崎県立総合運動公園陸上競技場） 観客数: 1,483人 主審: 山岡良介 |

| 2016年9月3日 No.43                                                                                | ヴァンフォーレ甲府 | 0 - 0 (延長) (6 - 7 PK戦)                                                               | 大分トリニータ | 甲府市                                                    |
| 15:00                                                                                             |                    | 公式記録                                                                                |                | 競技場: 山梨中銀スタジアム 観客数: 2,490人 主審: 上田益也 |
|                                                                                                   | PK戦               |                                                                                         |                |                                                           |
| - 田中佑昌 - 黒木聖仁 - 津田琢磨 - ドゥドゥ - 畑尾大翔 - マルキーニョス・パラナ - 森晃太 - 松橋優 |                    | - 後藤優介 - キム・ドンウク - 吉平翼 - 松本怜 - 松本昌也 - 鈴木義宜 - 黄誠秀 - ダニエル |                |                                                           |

| 2016年9月3日 No.44 | 清水エスパルス                                | 3 - 0    | 水戸ホーリーホック | 静岡市                                                     |
| 19:00              | - 金子翔太 18分 - 鄭大世 24分 - 枝村匠馬 66分 | 公式記録 |                    | 競技場: IAIスタジアム日本平 観客数: 3,703人 主審: 榎本一慶 |

| 2016年9月3日 No.45 | 鹿島アントラーズ                              | 3 - 0    | カターレ富山 | 鹿嶋市                                                                  |
| 18:34              | - 赤﨑秀平 35分 - 柴崎岳 39分 - 鈴木優磨 59分 | 公式記録 |              | 競技場: 茨城県立カシマサッカースタジアム 観客数: 4,241人 主審: 吉田寿光 |

| 2016年9月3日 No.46 | 北海道コンサドーレ札幌 | 1 - 2    | ファジアーノ岡山               | 札幌市                                                    |
| 13:03              | - 都倉賢 90+5分 (pen.) | 公式記録 | - 豊川雄太 4分 - 藤本佳希 86分 | 競技場: 札幌厚別公園競技場 観客数: 2,698人 主審: 井上知大 |

| 2016年9月7日 No.47 | ヴィッセル神戸                                                                                                   | 7 - 1    | 鈴鹿アンリミテッドFC | 神戸市                                                                      |
| 19:00              | - 石津大介 6分 - 渡邉千真 10分 - ペドロ・ジュニオール 43分, 66分 - 中坂勇哉 64分 - 藤田直之 68分 - 増山朝陽 87分 | 公式記録 | - 柿本健太 76分      | 競技場: 神戸総合運動公園ユニバー記念競技場 観客数: 1,658人 主審: 三上正一郎 |

| 2016年9月3日 No.48 | モンテディオ山形                                                             | 5 - 0    | ザスパクサツ群馬 | 天童市                                                        |
| 18:00              | - 川西翔太 9分 - ディエゴ 29分 - 鈴木雄斗 32分 - 松岡亮輔 82分 - 林陵平 89分 | 公式記録 |                  | 競技場: NDソフトスタジアム山形 観客数: 2,310人 主審: 河合英治 |

| 2016年9月3日 No.49 | アルビレックス新潟                                          | 5 - 3 (延長) | 関西学院大学                                  | 新潟市                                                            |
| 16:04              | - ラファエル・シルバ 27分, 56分, 58分, 107分 - 成岡翔 112分 | 公式記録     | - 青木健登 22分 - 山本悠樹 31分 - 森俊介 79分 | 競技場: デンカビッグスワンスタジアム 観客数: 3,475人 主審: 岡宏道 |

| 2016年9月7日 No.50                        | アビスパ福岡           | 2 - 2 (延長) (2 - 4 PK戦)                   | レノファ山口FC                 | 福岡市                                                            |
| 19:04                                     | - 邦本宜裕 51分, 103分 | 公式記録                                    | - 鳥養祐矢 49分 - 星雄次 120分 | 競技場: レベルファイブスタジアム 観客数: 1,690人 主審: 福島孝一郎 |
|                                           | PK戦                   |                                             |                                |                                                                   |
| - 末吉隼也 - 實藤友紀 - 城後寿 - 三門雄大 |                        | - 中山仁斗 - 三幸秀稔 - 福満隆貴 - 庄司悦大 |                                |                                                                   |

| 2016年9月7日 No.51 | 横浜F・マリノス                 | 2 - 0 (延長) | 福島ユナイテッドFC | 横浜市                                                      |
| 19:00              | - 中町公祐 107分 - カイケ 115分 | 公式記録     |                    | 競技場: ニッパツ三ツ沢球技場 観客数: 3,425人 主審: 藤田和也 |

| 2016年9月3日 No.52 | ロアッソ熊本   | 1 - 5    | 東京ヴェルディ                                                        | 熊本市                                                                                              |
| 19:00              | - 平繁龍一 8分 | 公式記録 | - 平智広 28分, 66分 - 高木善朗 43分 - 澤井直人 50分 - 高木大輔 90+4分 | 競技場: うまかな・よかなスタジアム（熊本県民総合運動公園陸上競技場） 観客数: 1,483人 主審: 吉田哲朗 |

| 2016年9月3日 No.53 | 柏レイソル                                                            | 5 - 2    | 奈良クラブ                      | 柏市                                                    |
| 18:03              | - 大津祐樹 58分, 73分 - ドゥドゥ 63分 - クリスティアーノ 69分, 90+3分 | 公式記録 | - 小笠祐史 55分 - 谷口智紀 61分 | 競技場: 日立柏サッカー場 観客数: 3,356人 主審: 岡部拓人 |

| 2016年9月3日 No.54 | カマタマーレ讃岐 | 0 - 2    | 愛媛FC                          | 丸亀市                                                  |
| 15:00              |                  | 公式記録 | - 表原玄太 62分 - 近藤貴司 89分 | 競技場: Pikaraスタジアム 観客数: 1,415人 主審: 清水勇人 |

| 2016年9月3日 No.55 | ベガルタ仙台                    | 2 - 5    | グルージャ盛岡                                                        | 仙台市                                                        |
| 19:04              | - 石川直樹 18分 - 茂木駿佑 80分 | 公式記録 | - 牛之濵拓 13分 - 梅内和磨 26分, 64分 - 安楽健太 32分 - 鈴木達也 74分 | 競技場: ユアテックスタジアム仙台 観客数: 3,870人 主審: 廣瀬格 |

| 2016年9月3日 No.56 | 松本山雅FC      | 1 - 2    | Honda FC                      | 松本市                                                                    |
| 16:03              | - 高崎寛之 26分 | 公式記録 | - 大町将梧 29分 - 原田開 67分 | 競技場: 松本平広域公園総合球技場アルウィン 観客数: 5,505人 主審: 塚田健太 |

| 2016年9月3日 No.57 | 川崎フロンターレ                                      | 3 - 1    | ブラウブリッツ秋田 | 川崎市                                                |
| 19:03              | - エドゥアルド 67分 - 大久保嘉人 77分 - 田坂祐介 82分 | 公式記録 | - 前山恭平 28分    | 競技場: 等々力陸上競技場 観客数: 5,088人 主審: 柿沼亨 |

| 2016年9月3日 No.58 | ジェフユナイテッド千葉          | 2 - 0    | ツエーゲン金沢 | 千葉市                                                    |
| 18:00              | - エウトン 57分 - 長澤和輝 86分 | 公式記録 |                | 競技場: フクダ電子アリーナ 観客数: 3,021人 主審: 藤田和也 |

| 2016年9月3日 No.59 | サガン鳥栖                                                     | 3 - 1    | FC琉球          | 鳥栖市                                                            |
| 19:00              | - ムスタファ・エル・カビル 9分 - 鎌田大地 18分 - 岡田翔平 62分 | 公式記録 | - 田辺圭佑 66分 | 競技場: ベストアメニティスタジアム 観客数: 3,489人 主審: 上村篤史 |

| 2016年9月3日 No.60 | セレッソ大阪                          | 2 - 1 (延長) | 京都サンガF.C.  | 大阪市                                                      |
| 19:00              | - 杉本健勇 25分 (pen.) - ソウザ 107分 | 公式記録     | - 山瀬功治 14分 | 競技場: キンチョウスタジアム 観客数: 5,518人 主審: 今村義朗 |

### 3回戦
| 2016年9月22日 No.61 | 大宮アルディージャ                                                            | 5 - 0    | ジュビロ磐田 | さいたま市                                                 |
| 16:03               | - 泉澤仁 26分, 40分 - ネイツ・ペチュニク 57分 - マテウス 58分 - 大山啓輔 68分 | 公式記録 |              | 競技場: NACK5スタジアム大宮 観客数: 3,625人 主審: 村上伸次 |

| 2016年9月22日 No.62 | 湘南ベルマーレ                                       | 4 - 0    | 徳島ヴォルティス | 平塚市                                                            |
| 19:00               | - 藤田祥史 6分 - 山田直輝 25分, 61分 - 齊藤未月 50分 | 公式記録 |                  | 競技場: Shonan BMWスタジアム平塚 観客数: 1,527人 主審: 福島孝一郎 |

| 2016年9月22日 No.63 | AC長野パルセイロ                  | 2 - 3 (延長) | 横浜FC                                                                | 名古屋市                                                                                |
| 19:04               | - 塩沢勝吾 26分 - コンハード 51分 | 公式記録     | - 大久保哲哉 50分 - イバ 67分 (pen.) - グエン・トゥアン・アイン 101分 | 競技場: パロマ瑞穂スタジアム（名古屋市瑞穂公園陸上競技場） 観客数: 733人 主審: 野田祐樹 |

| 2016年9月22日 No.64 | 大分トリニータ | 0 - 1    | 清水エスパルス  | 甲府市                                                    |
| 15:04               |                | 公式記録 | - 犬飼智也 54分 | 競技場: 山梨中銀スタジアム 観客数: 1,471人 主審: 山本雄大 |

| 2016年9月22日 No.65 | 鹿島アントラーズ              | 2 - 1    | ファジアーノ岡山 | 鹿嶋市                                                                  |
| 15:04               | - 永木亮太 60分 - 88分 (o.g.) | 公式記録 | - 藤本佳希 22分  | 競技場: 茨城県立カシマサッカースタジアム 観客数: 5,291人 主審: 岡部拓人 |

| 2016年9月22日 No.66                                      | ヴィッセル神戸                                     | 3 - 3 (延長) (5 - 3 PK戦)                 | モンテディオ山形                                       | 神戸市                                                                  |
| 15:00                                                    | - ペドロ・ジュニオール 9分, 28分 - 高橋祥平 90+3分 | 公式記録                                  | - ディエゴ 65分 (pen.) - 松岡亮輔 74分 - 大黒将志 80分 | 競技場: 神戸総合運動公園ユニバー記念競技場 観客数: 2,425人 主審: 松尾一 |
|                                                          | PK戦                                               |                                           |                                                        |                                                                         |
| - レアンドロ - ニウトン - 三原雅俊 - 高橋峻希 - 岩波拓也 |                                                    | - 石川竜也 - 伊東俊 - 田代真一 - 鈴木雄斗 |                                                        |                                                                         |

| 2016年9月22日 No.67 | アルビレックス新潟 | 1 - 0    | レノファ山口FC | 新潟市                                                              |
| 14:04               | - 山崎亮平 77分    | 公式記録 |                | 競技場: デンカビッグスワンスタジアム 観客数: 4,084人 主審: 上村篤史 |

| 2016年9月22日 No.68 | 横浜F・マリノス                                              | 4 - 0    | 東京ヴェルディ | 高知市                                                                    |
| 16:00               | - 中村俊輔 18分 - 中町公祐 26分 - カイケ 45+1分 (pen.), 88分 | 公式記録 |                | 競技場: 高知県立春野総合運動公園陸上競技場 観客数: 5,733人 主審: 佐藤隆治 |

| 2016年9月22日 No.69 | 柏レイソル               | 1 - 0 (延長) | 愛媛FC | 柏市                                                    |
| 19:00               | - クリスティアーノ 113分 | 公式記録     |        | 競技場: 日立柏サッカー場 観客数: 3,345人 主審: 扇谷健司 |

| 2016年9月22日 No.70 | グルージャ盛岡         | 1 - 2    | Honda FC                          | 仙台市                                                          |
| 13:04               | - 梅内和磨 59分 (pen.) | 公式記録 | - 大町将梧 26分 - 中川裕平 90+4分 | 競技場: ユアテックスタジアム仙台 観客数: 1,075人 主審: 家本政明 |

| 2016年9月22日 No.71 | 川崎フロンターレ                                             | 4 - 1 (延長) | ジェフユナイテッド千葉 | 川崎市                                                  |
| 18:01               | - 森本貴幸 20分 - 車屋紳太郎 105分 - 大久保嘉人 108分, 115分 | 公式記録     | - 船山貴之 51分        | 競技場: 等々力陸上競技場 観客数: 8,078人 主審: 西村雄一 |

| 2016年9月22日 No.72 | サガン鳥栖                             | 2 - 0    | セレッソ大阪 | 鳥栖市                                                            |
| 19:00               | - 豊田陽平 34分 (pen.) - 富山貴光 75分 | 公式記録 |              | 競技場: ベストアメニティスタジアム 観客数: 5,391人 主審: 飯田淳平 |

### ラウンド16（4回戦）
ラウンド16（4回戦）の抽選は、2016年10月4日に日本サッカー協会ビル（JFAハウス）にて行われた。前回大会のラウンド16抽選と同様、ポットを2つ用いる方法で行われた。ただし、ラウンド16進出チームに決勝会場である市立吹田サッカースタジアムをホームスタジアムとするG大阪が含まれていることから、以下の方法で実施された。
1. No.73ホーム→No.73アウェー→No.74ホーム→…の順にトーナメントポジションに1から16の番号を割り当て、この番号の書かれたポット (A) を用意する。ただし、最初の段階では1から8のボールしか入っていない。
2. 3回戦勝者の12チーム+シード4チームの計16チームのうち、G大阪を除いた15チームの名前の書かれたポット (B) を用意する。
3. 最初に、ポット（A）のみを抽選し、G大阪のトーナメントポジションを決定する（これにより、G大阪は決勝進出時には必ずホーム側となる）。
4. Aのポットにトーナメントポジション9から16のボールを追加する。
5. Aのポットを抽選し、続いてBのポットを抽選して、その時点でチーム名とトーナメントポジションを紐付ける。
6. これを15回繰り返し、トーナメントの組み合わせを決定する。試合日時は、組み合わせ時点で決定となる。

ドロワーは日本サッカー協会 (JFA) 会長の田嶋幸三、スルガ銀行代表取締役会長兼CEOの岡野光喜、ゲストドロワーとして、元日本代表で天皇杯での複数回の優勝経験のある山口素弘と中田浩二。立会人にJFA常務理事／天皇杯実施委員会委員長の松崎康弘。なお、今回の抽選会の模様はテレビ中継ではなく、JFAのYouTubeチャンネル「JFATV」でのライブ配信が行われた。
| 2016年11月12日 No.73 | 横浜F・マリノス | 1 - 0    | アルビレックス新潟 | 横浜市                                                 |
| 15:00                | - 天野純 90+4分 | 公式記録 |                    | 競技場: 日産スタジアム 観客数: 11,356人 主審: 木村博之 |

| 2016年11月9日 No.74 | ガンバ大阪     | 1 - 0 (延長) | 清水エスパルス | 吹田市                                                              |
| 19:00               | - 長沢駿 112分 | 公式記録     |                | 競技場: 市立吹田サッカースタジアム 観客数: 8,789人 主審: 福島孝一郎 |

| 2016年11月12日 No.75 | 鹿島アントラーズ          | 2 - 1    | ヴィッセル神戸  | 神戸市                                                        |
| 14:00                | - ファブリシオ 32分, 55分 | 公式記録 | - 渡邉千真 64分 | 競技場: ノエビアスタジアム神戸 観客数: 7,282人 主審: 山本雄大 |

| 2016年11月12日 No.76 | サガン鳥栖 | 0 - 3    | サンフレッチェ広島                                                  | 鳥栖市                                                          |
| 15:00                |            | 公式記録 | - 柴崎晃誠 18分 - ピーター・ウタカ 26分 - アンデルソン・ロペス 53分 | 競技場: ベストアメニティスタジアム 観客数: 9,743人 主審: 廣瀬格 |

| 2016年11月9日 No.77 | 大宮アルディージャ     | 1 - 0    | 横浜FC | さいたま市                                                 |
| 19:03               | - 家長昭博 89分 (pen.) | 公式記録 |        | 競技場: NACK5スタジアム大宮 観客数: 4,714人 主審: 家本政明 |

| 2016年11月12日 No.78 | 柏レイソル      | 1 - 3    | 湘南ベルマーレ                              | 柏市                                                    |
| 13:00                | - 輪湖直樹 25分 | 公式記録 | - ジネイ 52分 - 高山薫 68分 - 大槻周平 85分 | 競技場: 日立柏サッカー場 観客数: 6,588人 主審: 荒木友輔 |

| 2016年11月9日 No.79 | FC東京                        | 2 - 1    | Honda FC        | 調布市                                                    |
| 19:04               | - 中島翔哉 51分 - 室屋成 80分 | 公式記録 | - 久野純弥 18分 | 競技場: 味の素スタジアム 観客数: 6,605人 主審: 三上正一郎 |

| 2016年11月12日 No.80                                          | 川崎フロンターレ                                                | 3 - 3 (延長) (4 - 1 PK戦)        | 浦和レッズ                                    | 川崎市                                                   |
| 19:04                                                         | - 大久保嘉人 86分 (pen.) - 森本貴幸 90+1分 - エドゥアルド 117分 | 公式記録                         | - 興梠慎三 71分 - 88分 (o.g.) - 青木拓矢 97分 | 競技場: 等々力陸上競技場 観客数: 20,009人 主審: 上田益也 |
|                                                               | PK戦                                                            |                                  |                                               |                                                          |
| - 大久保嘉人 - 三好康児 - エドゥアルド - エドゥアルド・ネット |                                                                 | - 阿部勇樹 - ズラタン - 興梠慎三 |                                               |                                                          |

### 準々決勝
準々決勝・準決勝のマッチスケジュールは2016年11月17日に発表された。
| 2016年12月24日 No.81 | 横浜F・マリノス                      | 2 - 1    | ガンバ大阪      | 横浜市                                                 |
| 13:04                | - 齋藤学 63分 (pen.) - 天野純 90+6分 | 公式記録 | - 今野泰幸 87分 | 競技場: 日産スタジアム 観客数: 21,898人 主審: 家本政明 |

| 2016年12月24日 No.82 | 鹿島アントラーズ | 1 - 0    | サンフレッチェ広島 | 鹿嶋市                                                                   |
| 13:04                | - 赤﨑修平 57分  | 公式記録 |                    | 競技場: 茨城県立カシマサッカースタジアム 観客数: 18,391人 主審: 村上伸次 |

| 2016年12月24日 No.83 | 大宮アルディージャ                                   | 4 - 2 (延長) | 湘南ベルマーレ                  | さいたま市                                                  |
| 16:00                | - 泉澤仁 32分 - 菊地光将 111分, 118分 - 大屋翼 120分 | 公式記録     | - 菊地俊介 70分 - 藤田祥史 93分 | 競技場: NACK5スタジアム大宮 観客数: 10,297人 主審: 山本雄大 |

| 2016年12月24日 No.84 | FC東京            | 1 - 2    | 川崎フロンターレ                      | 調布市                                                   |
| 16:00                | - 平山相太 90+1分 | 公式記録 | - 大久保嘉人 20分 - エウシーニョ 28分 | 競技場: 味の素スタジアム 観客数: 29,378人 主審: 佐藤隆治 |

### 準決勝
| 2016年12月29日 No.85 | 横浜F・マリノス | 0 - 2    | 鹿島アントラーズ                | 大阪市                                                         |
| 13:05                |                 | 公式記録 | - 土居聖真 41分 - 鈴木優磨 73分 | 競技場: ヤンマースタジアム長居 観客数: 14,302人 主審: 飯田淳平 |

| 2016年12月29日 No.86 | 大宮アルディージャ | 0 - 1    | 川崎フロンターレ | 横浜市                                                 |
| 15:05                |                    | 公式記録 | - 谷口彰悟 85分  | 競技場: 日産スタジアム 観客数: 23,807人 主審: 木村博之 |

## 決勝
元日の決勝に駒を進めたのは、チャンピオンシップ・クラブW杯と続く連戦をものともせず、準決勝も序盤押し込まれる展開を耐えて横浜F・マリノスを下し、第90回大会以来6大会ぶりの決勝進出でリーグとの二冠を目指す鹿島アントラーズ と、準決勝で終始主導権を握られながら、後半40分のDF谷口彰悟のゴールで大宮アルディージャを下し、悲願のクラブ初タイトル獲得を目指す川崎フロンターレ の2チーム。両者の対戦は鹿島が勝利したチャンピオンシップ準決勝以来の顔合わせで、シーズン対戦成績は1勝1敗1分けであった。なお、リーグ1位の鹿島とリーグ3位の川崎が決勝に進出したことにより、川崎はAFCチャンピオンズリーグ2017 (ACL) 本戦の出場が決まり、リーグ4位のガンバ大阪が繰り上げでACLプレーオフ出場が決まった。
試合序盤はMFエドゥアルド・ネットを累積警告で欠きながらもMF大島僚太が約2カ月ぶりに先発復帰した川崎が、リーグ優勝の立役者・FW金崎夢生を体調不良で欠く鹿島を運動量で上回り、押し込む展開を見せる。前半19分にはファウルを受けたMF小笠原満男がボールを蹴り返した川崎MF中村憲剛に対して激昂し、両者一触即発の状態となるが、これで引き締まった鹿島が反撃の機会をうかがう。すると前半42分、右サイドからのコーナーキックを得ると、MF遠藤康の放ったボールにゴール正面でDF山本脩斗が頭で合わせる。川崎GKチョン・ソンリョンが横っ飛びでこれをはじくも、ボールは左ポストに跳ね返ってゴールに吸い込まれ、鹿島が1点先制して前半を折り返す。
ハーフタイム、鹿島は先制点を挙げたDF山本を下げてDFファン・ソッコを投入、一方の川崎もMF登里享平を下げてMF三好康児を投入するが、この両者の交代策が試合を動かす。後半9分、川崎は右サイドで三好がスルーパスを送ると、これに反応したFW小林悠がファン・ソッコのチェックを交わしながら右足でシュート。これがゴール左隅に決まって川崎が同点に追いつく。これで流れを取り戻した川崎が攻勢に出るが、鹿島の集中した守備の前にあと一歩のところで決めきれない場面が繰り返される。鹿島は67分にFW鈴木優磨、88分には小笠原を下げてMFファブリシオを投入するも、決着はつかず、試合は15分ハーフの延長戦に突入する。
延長開始直後の3分、川崎のクリアミスを拾った鹿島FWファブリシオがエリア内でシュートを放つも川崎DFエドゥアルドがゴール正面で必死のクリア。しかしこれで得たコーナーキックの流れから、FW鈴木が頭で落としたボールをDF西大伍が粘ってキープ、こぼれたところをFWファブリシオがゴール右にハーフボレーを決めて鹿島が勝ち越す。勝ち越しを許した川崎はMF森谷賢太郎、FW森本貴幸を投入して局面の打開を図るが、鹿島の守備ブロックの前にゴールをこじ開けることができず、そのまま試合終了。鹿島が6大会ぶり5度目の天皇杯優勝を飾るとともに、2016年シーズン二冠を達成、三大大会19個目のタイトル獲得となった。一方川崎は、リーグ2位が3回、リーグカップ（ナビスコ杯・ルヴァン杯）準優勝が2回となかなかタイトルに手が届かなかったが、今回もタイトルを逃し、2016年シーズン限りでの退任が発表されていた監督の風間八宏、さらには2016年シーズン限りでの退団を示唆していたFW大久保嘉人を優勝で送り出すことはできなかった。
| 2017年1月1日 14:04 No.87 |

| 鹿島アントラーズ                  | 2 - 1 (延長)   | 川崎フロンターレ |
| 山本脩斗 42分 · ファブリシオ 94分 | 公式記録 (PDF) | 小林悠 54分      |

| 市立吹田サッカースタジアム 観客数: 34,166人 主審: 松尾一 |

| 川崎フロンターレ |    |                    |        |       |
| GK               | 01 | チョン・ソンリョン |        |       |
| DF               | 06 | 田坂祐介           |        | 98分  |
| DF               | 05 | 谷口彰悟           |        |       |
| DF               | 23 | エドゥアルド       | 113分  |       |
| DF               | 20 | 車屋紳太郎         | 45+1分 |       |
| MF               | 10 | 大島僚太           |        | 106分 |
| MF               | 14 | 中村憲剛           |        |       |
| MF               | 18 | エウシーニョ       |        |       |
| MF               | 02 | 登里享平           |        | 46分  |
| FW               | 11 | 小林悠             |        |       |
| FW               | 13 | 大久保嘉人         |        |       |
| 控え:            |    |                    |        |       |
| GK               | 30 | 新井章太           |        |       |
| DF               | 28 | 板倉滉             |        |       |
| MF               | 19 | 森谷賢太郎         |        | 98分  |
| MF               | 22 | 中野嘉大           |        |       |
| MF               | 26 | 三好康児           |        | 46分  |
| FW               | 09 | 森本貴幸           |        | 106分 |
| FW               | 27 | 大塚翔平           |        |       |
|                  |    |                    |        |       |
| 監督             |    |                    |        |       |
| 風間八宏         |    |                    |        |       |

### トーナメント表
|  | ラウンド16（4回戦）  | ラウンド16（4回戦） |                           |       | 準々決勝 | 準々決勝 |  |  | 準決勝 | 準決勝 |  |  | 決勝 | 決勝 |
|  |                      |                     |                           |       |          |          |  |  |        |        |  |  |      |      |
|  | 2016年11月12日       |                     |                           |       |          |          |  |  |        |        |  |  |      |      |
|  |                      |                     |                           |       |          |          |  |  |        |        |  |  |      |      |
|  | 横浜F・マリノス      | 1                   |                           |       |          |          |  |  |        |        |  |  |      |      |
|  | 横浜F・マリノス      | 1                   | 2016年12月24日            |       |          |          |  |  |        |        |  |  |      |      |
|  | アルビレックス新潟   | 0                   |                           |       |          |          |  |  |        |        |  |  |      |      |
|  | アルビレックス新潟   | 0                   | 横浜F・マリノス           | 2     |          |          |  |  |        |        |  |  |      |      |
|  | 2016年11月9日        |                     | 横浜F・マリノス           | 2     |          |          |  |  |        |        |  |  |      |      |
|  |                      | ガンバ大阪          | 1                         |       |          |          |  |  |        |        |  |  |      |      |
|  | ガンバ大阪 (延長)    | ガンバ大阪          | 1                         | 1     |          |          |  |  |        |        |  |  |      |      |
|  | ガンバ大阪 (延長)    |                     | 2016年12月29日            | 1     |          |          |  |  |        |        |  |  |      |      |
|  | 清水エスパルス       | 0                   |                           |       |          |          |  |  |        |        |  |  |      |      |
|  | 清水エスパルス       | 0                   | 横浜F・マリノス           | 0     |          |          |  |  |        |        |  |  |      |      |
|  | 2016年11月12日       |                     | 横浜F・マリノス           | 0     |          |          |  |  |        |        |  |  |      |      |
|  |                      | 鹿島アントラーズ    | 2                         |       |          |          |  |  |        |        |  |  |      |      |
|  | 鹿島アントラーズ     | 鹿島アントラーズ    | 2                         | 2     |          |          |  |  |        |        |  |  |      |      |
|  | 鹿島アントラーズ     | 2016年12月24日      |                           | 2     |          |          |  |  |        |        |  |  |      |      |
|  | ヴィッセル神戸       | 1                   |                           |       |          |          |  |  |        |        |  |  |      |      |
|  | ヴィッセル神戸       | 1                   | 鹿島アントラーズ          | 1     |          |          |  |  |        |        |  |  |      |      |
|  | 2016年11月12日       |                     | 鹿島アントラーズ          | 1     |          |          |  |  |        |        |  |  |      |      |
|  |                      | サンフレッチェ広島  | 0                         |       |          |          |  |  |        |        |  |  |      |      |
|  | サガン鳥栖           | サンフレッチェ広島  | 0                         | 0     |          |          |  |  |        |        |  |  |      |      |
|  | サガン鳥栖           |                     | 2017年1月1日              | 0     |          |          |  |  |        |        |  |  |      |      |
|  | サンフレッチェ広島   | 3                   |                           |       |          |          |  |  |        |        |  |  |      |      |
|  | サンフレッチェ広島   | 3                   | 鹿島アントラーズ          | 2     |          |          |  |  |        |        |  |  |      |      |
|  | 2016年11月9日        |                     | 鹿島アントラーズ          | 2     |          |          |  |  |        |        |  |  |      |      |
|  |                      | 川崎フロンターレ    | 1                         |       |          |          |  |  |        |        |  |  |      |      |
|  | 大宮アルディージャ   | 川崎フロンターレ    | 1                         | 1     |          |          |  |  |        |        |  |  |      |      |
|  | 大宮アルディージャ   | 2016年12月24日      |                           | 1     |          |          |  |  |        |        |  |  |      |      |
|  | 横浜FC               | 0                   |                           |       |          |          |  |  |        |        |  |  |      |      |
|  | 横浜FC               | 0                   | 大宮アルディージャ (延長) | 4     |          |          |  |  |        |        |  |  |      |      |
|  | 2016年11月12日       |                     | 大宮アルディージャ (延長) | 4     |          |          |  |  |        |        |  |  |      |      |
|  |                      | 湘南ベルマーレ      | 2                         |       |          |          |  |  |        |        |  |  |      |      |
|  | 柏レイソル           | 湘南ベルマーレ      | 2                         | 1     |          |          |  |  |        |        |  |  |      |      |
|  | 柏レイソル           |                     | 2016年12月29日            | 1     |          |          |  |  |        |        |  |  |      |      |
|  | 湘南ベルマーレ       | 3                   |                           |       |          |          |  |  |        |        |  |  |      |      |
|  | 湘南ベルマーレ       | 3                   | 大宮アルディージャ        | 0     |          |          |  |  |        |        |  |  |      |      |
|  | 2016年11月9日        |                     | 大宮アルディージャ        | 0     |          |          |  |  |        |        |  |  |      |      |
|  |                      | 川崎フロンターレ    | 1                         |       |          |          |  |  |        |        |  |  |      |      |
|  | FC東京               | 川崎フロンターレ    | 1                         | 2     |          |          |  |  |        |        |  |  |      |      |
|  | FC東京               | 2016年12月24日      |                           | 2     |          |          |  |  |        |        |  |  |      |      |
|  | Honda FC             | 1                   |                           |       |          |          |  |  |        |        |  |  |      |      |
|  | Honda FC             | 1                   | FC東京                    | 1     |          |          |  |  |        |        |  |  |      |      |
|  | 2016年11月12日       |                     | FC東京                    | 1     |          |          |  |  |        |        |  |  |      |      |
|  |                      | 川崎フロンターレ    | 2                         |       |          |          |  |  |        |        |  |  |      |      |
|  | 川崎フロンターレ (p) | 川崎フロンターレ    | 2                         | 3 (4) |          |          |  |  |        |        |  |  |      |      |
|  | 川崎フロンターレ (p) |                     |                           | 3 (4) |          |          |  |  |        |        |  |  |      |      |
|  | 浦和レッズ           | 3 (1)               |                           |       |          |          |  |  |        |        |  |  |      |      |
|  | 浦和レッズ           | 3 (1)               |                           |       |          |          |  |  |        |        |  |  |      |      |

### 注記
1. ↑  参加料や強化費（賞金）が消費税込みから消費税別となったことなど[2]。
2. ↑  この時までのシード要件は冬の全日本大学サッカー選手権大会優勝ではなく夏の総理大臣杯全日本大学サッカートーナメント優勝であった。
3. ↑  試合後のインタビューで、小笠原は「（中村に激昂した場面は）怒っていたわけではない」と、味方を鼓舞するためのパフォーマンスの要素があったことを示唆している[29]。